# Вальсальва, Антонио
Антонио Мария Вальсальва (итал. Antonio Maria Valsalva; 17 июня 1666, Имола, Болонья — 2 февраля 1723[…], Болонья) — итальянский анатом; профессор Болонского университета.

## Биография
Изучал математику и естественные науки, искусство, медицину и философию в Болонском университете. Окончил медицинский факультет в 1687 году. Его учителем был Марчелло Мальпиги, считавшийся основоположником микроскопической анатомии.
В 1705 году получил должность профессора анатомии в альма-матер и впоследствии был избран президентом Академии наук.
Вместе с Ипполитом Франческо Альбертини разработал 40-дневный отдых и лечение голоданием для предотвращения и лечения начала сердечной недостаточности («активные аневризмы сердца»), которая была инициирована чрезмерным кровопусканием.
Антонио Мария Вальсальва умер от инсульта и был похоронен в церкви Сан-Джованни в Монте, Болонья.

## Научные труды
Вальсальва имеет важное значение в истории в двух отношениях:
1. своими исследованиями по физиологии и патологической анатомии слухового органа, изложенными в знаменитом сочинении «De aure humana tractatus, in quo integra ejusdem auris fabrica multis novis inventis et iconismis illustrata describitur etc.» (Болонья, 1705);
2. своим непосредственным содействием в патологоанатомических работах Морганьи, вошедших в известное произведение последнего: «De sedibus et causis morborum», сочинение, произведшее переворот в деле изучения медицины. Ввёл в научный оборот термин евстахиева труба.

## Память
В честь Вальсальвы названы:
- проба Вальсальвы[7]
- манёвр Вальсальвы
- синусы Вальсальвы